# Relation multivaleur
 (juillet 2017).
Si vous disposez d'ouvrages ou d'articles de référence ou si vous connaissez des sites web de qualité traitant du thème abordé ici, merci de compléter l'article en donnant les références utiles à sa vérifiabilité et en les liant à la section « Notes et références ».

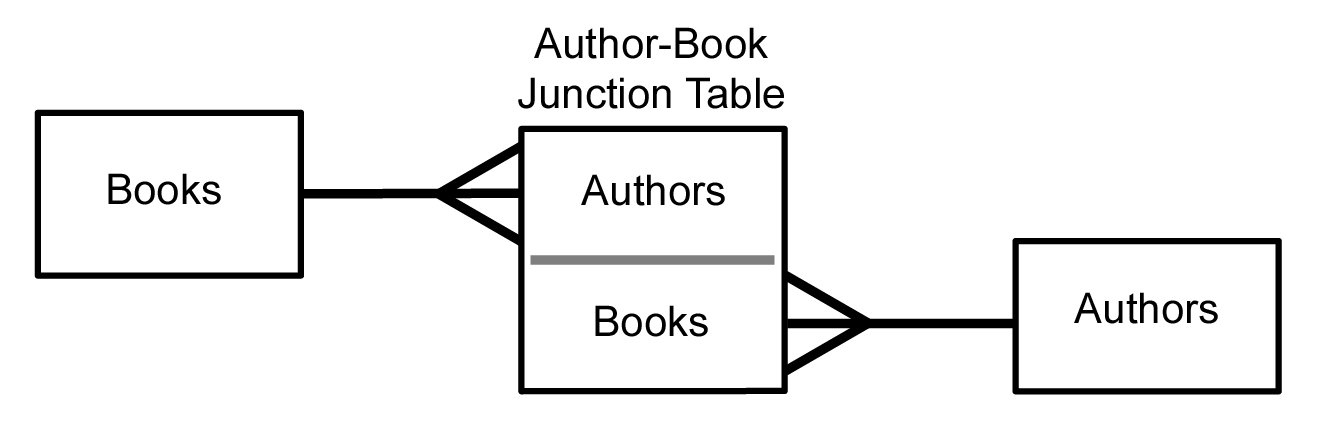
La relation auteur-livre plusieurs-à-plusieurs en tant que paire de relations un-à-plusieurs avec une table de jonction

En gestion de base de données, une relation multivaleur détermine que pour chaque enregistrement d'une table, il peut y avoir aucun, un ou plusieurs enregistrements d'une autre table qui lui soit liés.
On dit en Anglais une relation many-to-many, plusieurs vers plusieurs, de par la possibilité de lier plusieurs éléments à une entrée.
Par exemple, un livre peut être écrit par plusieurs auteurs, et un auteur peut avoir écrit plusieurs livres.